# Jens Jacob Asmussen Worsaae

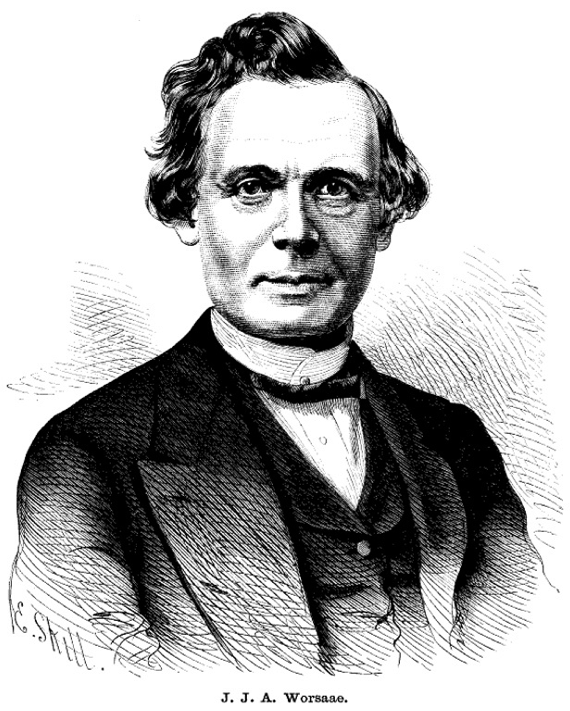
Porträt von J.J.A. Worsaee aus dem Svenska Familj-Journalen

Jens Jacob Asmussen Worsaae (* 14. März 1821 in Vejle, Dänemark; † 15. August 1885 in Kopenhagen) war ein dänischer Archäologe und Vorgeschichtler. Er zählt zu den Wegbereitern der prähistorischen Archäologie. Worsaae war Schüler von Christian Jürgensen Thomsen (1788–1865).

## Leben
Worsaae war Sohn eines höheren dänischen Staatsbeamten. Er studierte zunächst Jura, brach dies nach dem Tod seines Vaters jedoch ab, um sich ganz der Frühgeschichte zu widmen. Der dänische König Friedrich VII., der sich privat sehr mit Archäologie beschäftigte, berief ihn nach Vorlage seiner ersten Veröffentlichungen, darunter einem Überblick zur Urgeschichte, im Jahre 1848 auf den für ihn geschaffenen Posten eines Inspekteurs für Altertümer. 1854 wurde er zum Professor ernannt; 1858 bestellte der König Worsaae zum Kurator seiner persönlichen Antikensammlung. Worsaae war der erste Prähistoriker, der für seine Arbeit ein Gehalt bezog.
Worsaae war 1850 Mitglied einer Untersuchungskommission der dänischen Regierung zur Erforschung der Køkkenmøddinger und trug entscheidend zu deren Charakterisierung als Wohnplätze frühzeitlicher Menschen bei.
Seine Publikationen führten außerdem dazu, dass die Hünengräber des Nordens nicht wie zuvor als Kult- und Opferplätze, sondern als Grabstätten angesehen wurden. Er prägte den Begriff der Wikingerzeit und unterschied erstmals zwischen Jungsteinzeit und Altsteinzeit.
Er war korrespondierendes Mitglied der Berliner Gesellschaft für Anthropologie, Ethnologie und Urgeschichte sowie seit 1866 der Russischen Akademie der Wissenschaften in Sankt Petersburg.